# 弗霍德諾伊島
弗霍德諾伊島（英語：Vkhodnoy Island），是南極洲的島嶼，位於馬布斯角西北面2.6公里，處於托卡列夫島西南面0.9公里，根據美國海軍拍攝的空中照片繪入地圖，現時由南極條約體系管理。